# Bululawang (Bakung)
Bululawang is een bestuurslaag in het regentschap Blitar van de provincie Oost-Java, Indonesië. Bululawang telt 1070 inwoners (volkstelling 2010).